# Domingo del Campo «Dominguín»
Domingo del Campo Alcaraz «Dominguín» (Madrid, 12 de junio de 1873-Barcelona, 7 de octubre de 1900) fue un torero español, fallecido en la plaza de toros de Las Arenas tras recibir una cornada de un toro de la ganadería de Miura. Era hermano del también malogrado novillero Andrés del Campo «Dominguín».

## Biografía
Nacido el 12 de junio de 1873 en Madrid, en el seno de una familia humilde de cerrajeros, Domingo del Campo inicia su carrera como torero a los veinte años cuando, tras abandonar el taller familiar, decide ser contratado en la plaza de Moralzarzal gracias a la ayuda del banderillero Cándido Martínez «Mancheguita».
La revista La Lidia, el 22 de mayo de 1899, además de un publicar un dibujo suyo, realizado por Daniel Perea, realizaba una breve semblanza biográfica de Dominguín del que se hacía constar, precisamente, sus inicios profesionales:

Fue su primer oficio el de cerrajero, que aprendió en un taller que hubo en la calle del Arco de Santa María, y en el que se construían hierros para los picadores. Por la propia índole del establecimiento y las personas que lo frecuentaban, las conversaciones sobre el espectáculo taurino eran las más frecuentes. Ellas hicieron que germinara en Dominguín la afición a la Fiesta, afición que fue tomando incremento después [...] de tomar parte activa en cuantas capeas se efectuaban en los pueblos inmediatos".

Estas primeras temporadas transcurren por los pueblos, en diferentes actuaciones que le permiten obtener cierta reputación entre la afición, hasta que consiguió abrirse hueco en la plaza de toros de Madrid. 
En el antiguo coso de la Fuente del Berro actuó Dominguín el 17 de diciembre de 1893, en un cartel que conformaron los diestros «Salamanquino», «Cerrajillas» y «León»; tocándole en suerte el toro Bilbaíno, del Conde de Patilla, al que estoqueó de forma pésima.
Tras varios años recorriendo diferentes pueblos y ciudades de España y Francia consigue llegar a la temporada de 1898. En ese año consigue lidiar una novillada de Vergua en Madrid, abriendo cartel en una terna que completaron Antonio Guerrero «Guerrerito» y Ricardo Torres «Bombita». Del éxito de aquella tarde se sucederán nuevas contrataciones en esta misma plaza, como se ve al respecto de las novilladas en las que estuvo anunciadas.
Finalmente, se anunciaba el cartel de su alternativa, la tarde de la Corrida de la Beneficencia, que se celebraba el 28 de octubre de ese año, en un cartel con Rafael Bejarano, Antonio Moreno «Lagartijillo» y Emilio Torres «Bombita», con toros de la ganadería sevillana de Ibarra. Cerraba aquel cartel el propio Dominguín, «el valiente y pundonoroso torero madrileño, que se decide, lleno de entusiasmo, á tomar la alternativa de matador de toros en esta corrida».
En la tarde de su doctorado le correspondió a Dominguín la lidia y muerte de Guindaleto, «de pelo negro mulato y bien puesto de cornamenta», y que recibió cinco varas, con el que tomó la alternativa. El último de la tarde, Chocolate, «negro listón, bien puesto, de Ibarra, como todos los que quedan y de regular tamaño», le sirvió igualmente al diestro para dimensión de su técnica.
En Sevilla estuvo presente en 1899, toreando en la Feria de Abril, junto al cordobés Rafael Bejarano «Torerito» y Joaquín Hernández «Parrao», y donde consiguió salir a hombros. En este festejo, resultó feamente volteado aunque sin consecuencias, pero donde se dio testimonio de la valentía del diestro madrileño:

El héroe de la tarde fué Dominguin. Valiente hasta la temeridad, toreó toda la tarde de capa y muleta en los mismos cuernos. En su primer toro, el tercero de la corrida, señaló una buena estocada, metiéndose tanto, que no pudo salirse de la suerte, enganchándole el toro. Cayó el diestro ante la fiera, y sin la oportuna entrada del veterano Juan Molina, que se agarró á la cola del toro y casi á viva fuerza se lo quitó de encima al niño madrileño, sabe Dios lo que habría pasado.

También tuvo la oportunidad, esa misma temporada, de hacer el paseíllo en la plaza de toros de Zaragoza en la que junto a Nicanor Villa "Villita" mató una corrida de Espoz y Mina, así como en el Real Sitio de Aranjuez, donde compartió tarde junto a Enrique Vargas "Minuto", y en la que Dominguín recibió un puntazo en la mano derecha al intentar tomar el olivo para zafarse del sexto de la tarde, del hierro de doña Prudencia Bañuelos. A estos compromisos se le sumaron otros, como la corrida benéfica que, junto a Pepe-Hillo, mató en Zamora; los cuatro toros de Aleas que en solitario mató en El Escorial o la corrida que junto con Bombita estoqueó en San Sebastián de los Reyes amén de una corrida de Murube de San Sebastián. 
La temporada decisiva para Domingo del Campo fue, sin duda, la de 1900. En el mes de abril debutó en la Las Arenas de Barcelona donde, tras su actuación, el cronista Lorenzo Uraga asentía en que Dominguín "estuvo bien y se hizo cartelito en esta plaza", repitiendo cartel en mayo junto a "Minuto".[8] Después del éxito que al parecer tuvo en la ciudad condal, el diestro conseguía carteles para el resto de la temporada, tal y como lo atestigua la edición del 9 de agosto del semanario taurino El Toreo: Toledo, Figueira da Foz (Portugal), Dax (Francia), Bilbao, Tortosa (Tarragona) y tres actuaciones en Barcelona (2 y 16 de septiembre, y 7 de octubre).

## La muerte en la plaza

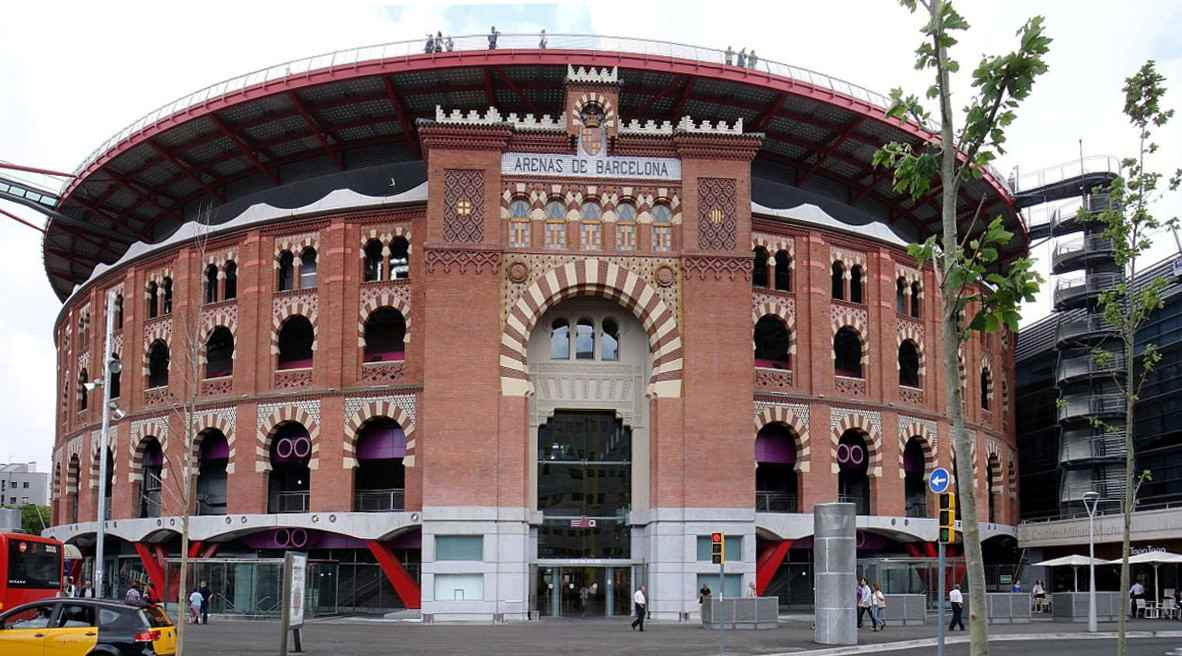
Plaza de toros de Las Arenas en Barcelona, en la que murió Domingo del Campo "Dominguín" el 7 de octubre de 1900 ante el toro Desertor de la ganadería de Miura

El 7 de octubre de 1900 la plaza de toros de Las Arenas de Barcelona acogía una corrida de la legendaria ganadería de Miura en la que estaban anunciados los toreros José García "El Algabeño" y Domingo del Campo "Dominguín", quien resultó fatalmente herido durante la lidia del primero de la tarde. 
El de Miura, de nombre Desertor, negro y que "era un buen toro", entra al caballo del picador tarraconense José Bayard "Badila" quien queda descubierto al caer del caballo tras la segunda vara. En este momento, con Badila en el suelo, entró Dominguín al quite:

Dominguín mete entonces el capote para librar á Badila de una cogida segura, pero el toro acosa al espada, éste tropieza con un torero y es alcanzado y volteado dos veces con gran aparato. Se oye un gran grito de terror en el público y unos lidiadores consiguen llevarse al bicho, mientras que otros recogen a Dominguín, llevándolo á la enfermería. El pobre diestro madrileño deja un reguero de sangre en la plaza.

Desertor toma cinco varas más por otras tantas caídas y pasó a manos de Sevilla y Rodas, los cuales cuelgan tres pares buenos. Algabeño da fin al toro con unos cuantos pases aceptables y un volapié hasta el puño (palmas y oreja).

En este momento se dice que la cogida de Dominguín es gravísima. La herida es en la región inguinal y muy profunda. La emoción que sienten todos los espectadores es grande.

Llegó a la enfermería sostenido por los monosabios quienes lo dejaron en manos del equipo médico de la plaza quien examinó la herida de Dominguín. quien se encontraba «en estado de colapso y con aspecto cadavérico. Carecía de pulso». Así, se empezó a intervenir la cornada del diestro resultando el siguiente parte facultativo que firmó el Dr. Raventós: «El diestro Domingo del Campo, Dominguín, presenta una herida penetrante en la región inguinal izquierda, de 17 centímetros de profundidad, no habiendo interesado el peritoneo, mereciendo el pronóstico de gravísima».
De acuerdo con la voluntad del diestro recibió el viático y, a continuación, terminado el festejo, El Algabeño solicitó la celebración de una junta de médicos para examinar la evolución de Dominguín, quienes advierten cómo la pierna ha empezado a gangrenarse y la única oportunidad para salvarle la vida sería la amputación de esta extremidad, algo que finalmente no llega a suceder.

Rodean la cama del torero herido los individuos de su cuadrilla, el Algabeño y la cuadrilla de éste, que no se apartan un instante de su lado. El desdichado Dominguín repite á cada momento los nombres de las personas de su familia. Su rostro demacradísimo presenta las huellas de un sufrimiento grande. Desesperado á consecuencia de los dolores, exclamó dirigiéndose al Algabeño: '¡Dame un revólver que no puedo más!'. Sus compañeros de oficio no pueden reprimir las lágrimas y lloran amargamente. La escena no puede ser más desoladora. Dominguín no tardará mucho en morir. Es imposible salvarle.

A estos últimos testimonios del torero, se suman los que aportan otras crónicas periodísticas que hacen llegar las noticias de la última hora de Dominguín en la enfermería: «Yo tengo la culpa de que me haya enganchado, no estaba en mi terreno; mi imprudencia me costará la vida». Así como las últimas palabras del torero madrileño a su picador José Bayard:

Señor José, deme usted un beso que me muero.

Badila se inclinó sobre la frente del moribundo y le dio un beso de despedida. Dominguín dió entonces un fuerte ronquido y expiró.

### Las honras fúnebres
Tras la muerte del torero, que tuvo lugar a las 21.50 horas del 7 de octubre de 1900, el doctor Raventós fue el encargado de embalsamar el cadáver para facilitar el traslado de los restos mortales hasta Madrid. En este momento también se amortaja el cuerpo de Dominguín, haciéndolo con un traje negro de calle y cubriéndolo con una gasa negra; pasándose a velar sobre el túmulo que se levantó en la capilla de la plaza de toros. 
La edición de El Liberal se hacía eco de este hecho así como del protocolo establecido para trasladar el cuerpo de Dominguín desde la enfermería de Las Arenas hasta la Estación de Francia: sobre un carruaje se situaría el féretro y la comitiva transitaría por la Gran Vía, Plaza de la Universidad, Pelayo, Ramblas, Paseo de Colón y Aduana. Así, al salir el ataúd de Dominguín de la enfermería, donde fue velado su cuerpo, los encargados de trasladarlo hasta el carruaje previsto fueron los mismos miembros de su cuadrilla: Joseíto, Cayetanito, Cirilito, Agujetas, Moreno y Cirilo. 
El cadáver del diestro llegó en tren hasta la Estación del Mediodía de Madrid, donde fue recibido por un numerosos aficionados. Desde aquí, se dirigió hasta el cementerio de San Lorenzo recorriendo las calles de la capital, a modo de despedida triunfal: Salón del Prado, Alcalá, Sevilla, San Jerónimo, Puerta del Sol, Carretas, Concepción Jerónima, Latoneros, Caba Baja - donde residía el torero -, Puerta de los Moros, Humilladero y Puerta de Toledo. Todo ello acompañado de toreros, la familia, la cuadrilla del diestro y su apoderado, Rodolfo Martín. De ello daba cuenta la revista La Lidia:

El entierro, que hubo de recorrer un gran trayecto por el centro de la capital, resaltó en ocasiones interrumpido en su marcha, por la aglomeración de gente que acudió á presenciar el paso de la fúnebre comitiva, resultando en conjunto una imponente manifestación de duelo.